# La Sportiva

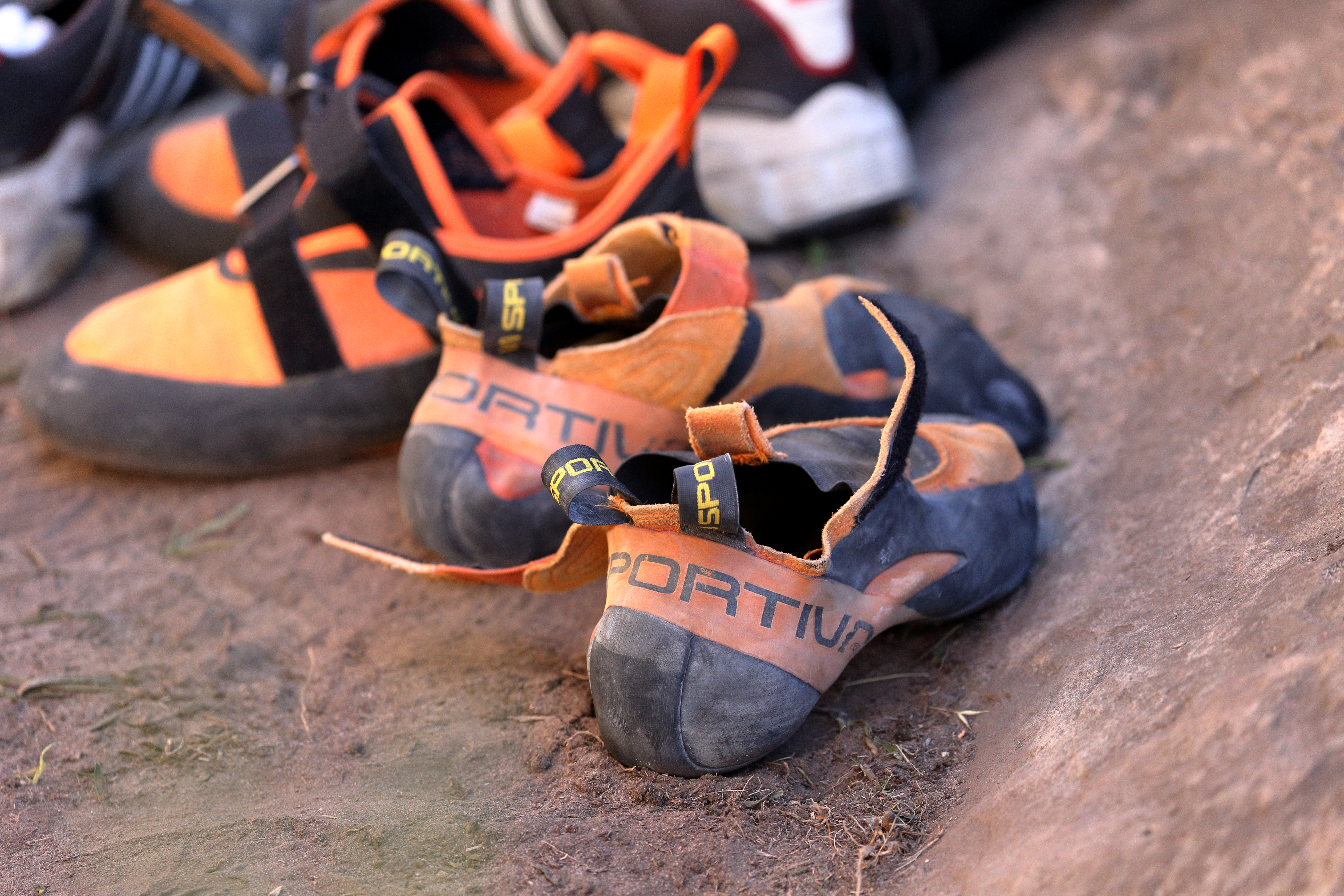
La Sportiva calzado de montaña

La Sportiva es un fabricante italiano de calzado de montaña, esquí y escalada.

## Historia
La empresa fue fundada en 1928 por la estrella del calzado Narciso Delladio en Tesero (Trento). Al principio confeccionaba zapatos para los trabajadores forestales y zuecos en su fábrica.
Durante la Segunda Guerra Mundial fabricó botas de montaña para el ejército italiano. Después de la guerra, el negocio del calzado se expandió y se contrataron más empleados. En los años 50, su hijo Francesco se incorpora al negocio. En las afueras de Tesero, la empresa está construyendo nuevas fábricas en las que posteriormente tuvo lugar la primera producción de botas de esquí. Además, la empresa se presentó bajo la marca "La Sportiva".
Hasta la década de 1970, la empresa cambió su enfoque exclusivamente a las botas de esquí y montaña.
En 1996, la empresa se trasladó a la nueva fábrica de Ziano die Fiemme. La antigua fábrica se quedó pequeña y hubo que ampliarla.
Hoy La Sportiva es una marca líder en botas de escalada, esquí, esquí de montaña y montañismo y se extiende al mercado internacional.
En 2017, La Sportiva facturó más de 100 millones de euros y empleó a más de 300 personas. La empresa tenía 369 empleados en Italia en marzo de 2020.